# Сейро
Сэйро (яп. 聖籠町 сэйро:-мати) — посёлок в уезде Китакамбара в северо-восточной части префектуры Ниигата, Япония. Основан в августе 1977 года путём реорганизации села Сэйро. Площадь города составляет 37,99 км², население — 13 912 человек (1 августа 2014), плотность населения — 366,20 чел./км².

## География
Сэйро находится на берегу Японского моря. Посёлок стоит на равнине Этиго; через него протекают реки Кадзикава и Сибатагава. Сэйро граничит с районом Ниигаты Кита-ку и городом Сибата.

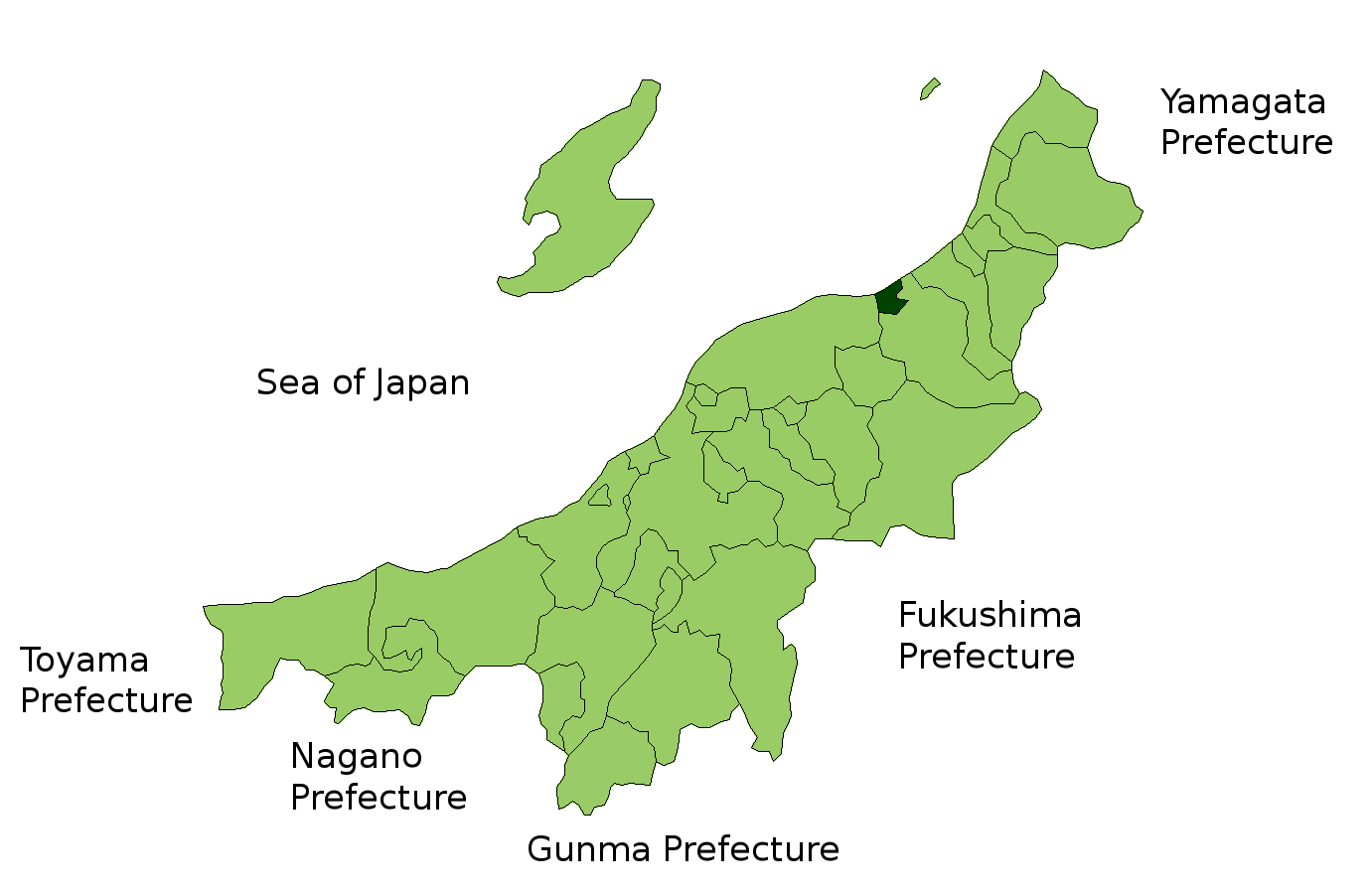
Сэйро на карте префектуры Ниигата

### Климат
Сэйро имеет субтропический климат с тёплым влажным летом и холодной снежной зимой.

## Демография
На момент 1 октября 2020 года население Сэйро составляло 14259 человек. 

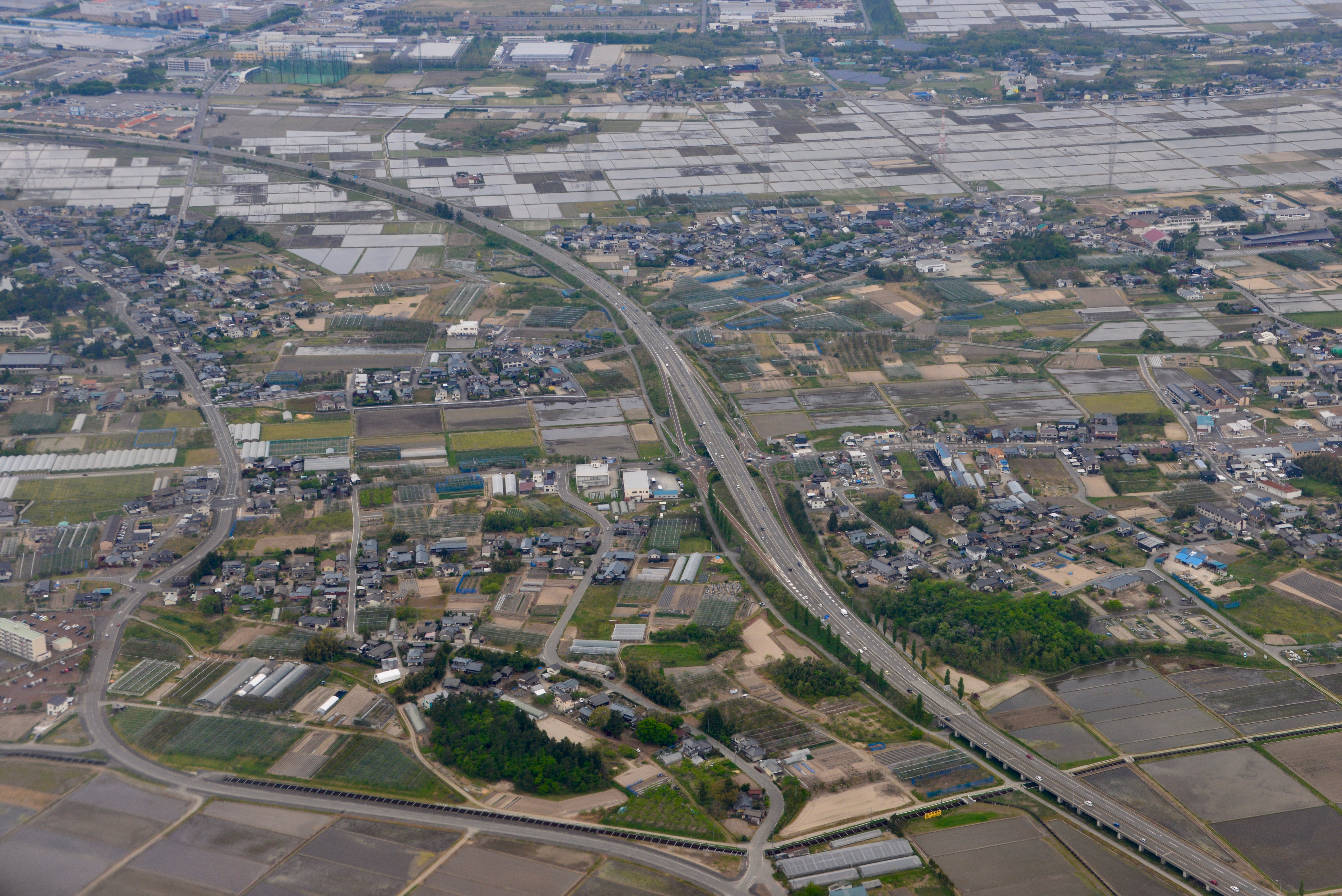
Посёлок Сэйро

Изменение численности населения с 1980 по 2005 годы:
| 1980 | 12 232 чел. |  |
| 1985 | 12 282 чел. |  |
| 1990 | 12 290 чел. |  |
| 1995 | 12 840 чел. |  |
| 2000 | 13 313 чел. |  |
| 2005 | 13 497 чел. |  |

## История
Территория Сэйро входила в историческую провинцию Этиго. После реставрации Мэйдзи регион стал частью уезда Китакамбара. 1 апреля 1889 года было создано село Сэйро. В августе 1977 оно стало посёлком.

## Экономика
Раньше экономика Сэйро опиралась на ловлю рыбы; теперь первое место занимает промышленность: производство запчастей и переработка пищевых продуктов. Также здесь находится тепловая электростанция Хигаси-Ниигата.

## Образование
В Сэйро есть три начальных и одна средняя школа. Старшей школы в посёлке нет.

## Транспорт

### Железные дороги
У Сэйро нет железнодорожных путей.

### Автодороги
Через Сэйро проходят национальные дороги 7 и 113, а также скоростная дорога Нихонкай-Тохоку.